# منار فياض
منار خالد عبد الله فياض خضر (21 نوفمبر 1950 - )، هي عالمة كيمياء أردنية فلسطينية، ولدت في بلدة دير الغصون في محافظة طولكرم بالضفة الغربية. شغلت منصب رئيس الجامعة الألمانية الأردنية وكانت السيدة الأولى والوحيدة التي تشغل منصب رئيس جامعة أردنية.

## مسيرتها الأكاديمية
حصلت منار على شهادة البكالوريوس في الكيمياء عام 1972 وشهادة الماجستير في الكيمياء عام 1974 من الجامعة الأردنية، كما وحصلت على شهادة الدكتوراه في الكيمياء عام 1978 من جامعة بون، حيث كانت أطروحة الدكتوراه خاصتها حول موضوع (sulfur-nitrogen and phosphorus compounds as ligands in transition metal complexes). تخصصت منار بإدارة المياه والبيئة.

## مسيرتها المهنية
انخرطت بمشاريع محلية وعالمية ممولة من برنامج الأمم المتحدة الإنمائي والوكالة الأمريكية للتنمية الدولية والوكالة السويدية للتعاون الإنمائي الدولي والإتحاد الأوروبي والحكومة الألمانية.
عملت في الجامعة الأردنية لتعليم كل من الكيمياء غير العضوية والكيمياء التحليلية من عام 1978 إلى عام 2013 وشغلت أيضاً منصب مدير لمركز أبحاث البيئة والمياه في الجامعة الأردنية ومركز الدراسات من عام 1999 إلى عام 2007 (حيث كانت نائب المدير من 1992 إلى 1999) ثم أصبحت نائب رئيس الجامعة الألمانية الأردنية من 2013 إلى 2017 ثم عينت كرئيس للجامعة عام 2017.[بحاجة لمصدر]
تم انتخابها  من قبل مجلس أمناء الهيئة الألمانية للتبادل الأكاديمي DAAD لتكون عضو في المجلس في الفترة من عام 2020 إلى عام 2023، ومن الجدير بالذكر إن منار فياض هي أول عضو ينتخب من خارج ألمانيا.